# Selbstkannibalismus
| Qualitätssicherung | Dieser Artikel wurde aufgrund von formalen und/oder inhaltlichen Mängeln auf der Qualitätssicherungsseite der Redaktion Medizin eingetragen. Bitte hilf mit, die Mängel dieses Artikels zu beseitigen, und beteilige dich dort an der Diskussion. Die Mindestanforderungen für medizinische Artikel sollen dadurch erfüllt werden, wodurch eine eventuelle Löschung des Artikels oder von Artikelpassagen innerhalb von vier Wochen vermieden wird. | Redaktion Medizin |

Selbstkannibalismus ist die Praxis, Teile des eigenen Körpers zu verzehren, auch genannt Autokannibalismus oder Autosarcophagie. Generell gilt nur der Konsum von Fleisch (einschließlich Organe wie Herz oder Leber) durch ein Individuum derselben Art als Kannibalismus. In diesem Sprachgebrauch bedeutet Selbstkannibalismus den Verzehr von Fleisch aus dem eigenen Körper. Während einige Texte diese Definition verwenden, benutzen andere den Ausdruck Autokannibalismus, der im weiteren Sinne auch den Verzehr von Haaren oder Nägeln aus dem eigenen Körper umfasst.
Sowohl Menschen als auch einige Tierarten praktizieren gelegentlich Selbstkannibalismus. Beim Menschen kann er ein Symptom einer psychischen Störung sein, es gibt aber auch eine Handvoll Menschen, die freiwillig einen amputierten Körperteil verzehrt haben. In anderen Fällen wurden Menschen im Rahmen von Folter gezwungen, Teile von sich selbst zu essen.
Ein ähnlicher Begriff, der anders verwendet wird, ist Autophagie, der speziell den normalen Prozess des Selbstabbaus von Zellen bezeichnet. Obwohl der Begriff Autophagie normalerweise nur für diesen speziellen Prozess verwendet wird, wurde er dennoch gelegentlich als allgemeines Synonym für Selbstkannibalismus verwendet.

## Menschen
Fingernägelkauen, das sich zum Fingernägelessen entwickelt, ist eine Form von Pica, also dem krankhaften Essen eigentlich als ungenießbar geltender Dinge. Andere Formen von Pica sind Dermatophagie und der Zwang, die eigenen Haare zu essen, was zur Bildung von Haarballen im Magen führen kann. Unbehandelt kann dies aufgrund übermäßiger Haarbildung zum Tod führen.
Selbstkannibalismus kann eine Form der Selbstverletzung und/oder ein Symptom einer psychischen Störung sein. Manche halten es auch für eine eigene psychische Störung, sie ist jedoch nicht im weit verbreiteten DSM-5 (Diagnostic and Statistical Manual of Mental Disorders, Fifth Edition) aufgeführt.